# العلاقات التشيكية التوفالية
العلاقات التشيكية التوفالية هي العلاقات الثنائية التي تجمع بين التشيك وتوفالو.

## مقارنة بين البلدين
هذه مقارنة عامة ومرجعية للدولتين:
| وجه المقارنة                                              | التشيك                                                                            | توفالو                         |
| --------------------------------------------------------- | --------------------------------------------------------------------------------- | ------------------------------ |
| المساحة (كم2)                                             | 78.87 ألف                                                                         | 26                             |
| عدد السكان (نسمة)                                         | 10.52 مليون                                                                       | 11.19 ألف                      |
| الكثافة السكانية (ن./كم²)                                 | 133.38                                                                            | 43.04 ألف                      |
| العاصمة                                                   | براغ                                                                              | فونافوتي                       |
| اللغة الرسمية                                             | اللغة التشيكية                                                                    | اللغة التوفالوية، لغة إنجليزية |
| العملة                                                    | كرونة تشيكية، كرونة تشيكوسلوفاكية                                                 | دولار توفالو                   |
| الناتج المحلي الإجمالي (بليون دولار)                      | 215.73 مليار                                                                      | 39.73 مليون                    |
| الناتج المحلي الإجمالي (تعادل القوة الشرائية) بليون دولار | 356.15 مليار                                                                      | 38.93 مليون                    |
| الناتج المحلي الإجمالي الاسمي للفرد دولار أمريكي          | 17.55 ألف                                                                         | 3.29 ألف                       |
| الناتج المحلي الإجمالي للفرد دولار أمريكي                 | 31.19 ألف                                                                         | 3.77 ألف                       |
| مؤشر التنمية البشرية                                      | 0.878                                                                             |                                |
| رمز المكالمات الدولي                                      | +420                                                                              | +688                           |
| رمز الإنترنت                                              | .cz                                                                               | .tv                            |
| المنطقة الزمنية                                           | ت ع م+01:00، ت ع م+02:00، توقيت وسط أوروبا، توقيت وسط أوروبا الصيفي، أوروبا/براغ ‏ | ت ع م+12:00                    |

## منظمات دولية مشتركة
يشترك البلدان في عضوية مجموعة من المنظمات الدولية، منها:
| علم المنظمة | اسم المنظمة                   | تاريخ انضمام التشيك | تاريخ انضمام توفالو |
| ----------- | ----------------------------- | ------------------- | ------------------- |
|             | مؤسسة التنمية الدولية         | 1993                | 24 يونيو 2010       |
|             | البنك الدولي للإنشاء والتعمير | 1993                | 24 يونيو 2010       |
|             | الاتحاد البريدي العالمي       | ?                   | ?                   |
|             | يونسكو                        | 22 فبراير 1993      | 21 أكتوبر 1991      |
|             | منظمة حظر الأسلحة الكيميائية  | ?                   | ?                   |
|             | الأمم المتحدة                 | 19 يناير 1993       | 5 سبتمبر 2000       |
|             | الاتحاد الدولي للاتصالات      | 1993                | 15 أغسطس 1996       |

## وصلات خارجية
- موقع وزارة الخارجية التشيكية